# Saint-Denis-le-Ferment
Saint-Denis-le-Ferment är en kommun i departementet Eure i regionen Normandie i norra Frankrike. Kommunen ligger i kantonen Gisors som tillhör arrondissementet Les Andelys. År 2022 hade Saint-Denis-le-Ferment 502 invånare.

## Befolkningsutveckling
Antalet invånare i kommunen Saint-Denis-le-Ferment
Referens:INSEE